# 시티 오브 조이
《시티 오브 조이》(City Of Joy)는 미국에서 제작된 롤랑 조페 감독의 1992년 드라마 영화이다. 패트릭 스웨이지 등이 주연으로 출연하였고 제이크 에버츠 등이 제작에 참여하였다.

## 출연

### 주연
- 패트릭 스웨이지

### 조연
- 폴린 콜린스
- 옴 푸리
- 샤바나 아즈미

## 기타
- 원작자: 도미니크 라피에르
- 공동제작: 이아인 스미스
- 미술: 로이 워커
- 의상: 주디 무어크로프트
- 배역: 프리실라 존

엔니오 모리꼬네 가 작곡한
ost는 1995년 5월 6일 방영 시작한 KBS 2TV 주말 연속극 젊은이의 양지의 예고편과 56화 마지막 엔딩 장면의 배경 음악으로 국내에 알려졌다.